# Zagožen
Zagožen je priimek več znanih Slovencev:
- Franc Zagožen, (1942—2014), agronom genetik, univ. profesor, kmet in politik
- Jože Zagožen (1951—2013), ekonomist in politik
- Uroš Zagožen, pop-glasbenik, pevec, producent